# Michel Masson
Auguste Michel Benoît Gaudichot-Masson, född 1800 i Paris, död där 1883, var en fransk roman- och teaterförfattare. 
Masson tjänstgjorde i yngre år som statist, kypare, bokhandelsbiträde och diamantslipare, började 1826 skriva i tidningar och utgav en mängd strängt moraliska romaner och novellsamlingar, bland vilka märks Contes de Vatelier, ou Daniel le lapidaire (1832–1833), Souvenirs d’un enfant du peuple (1838–1841), La gerbée (1861, prisbelönt av Franska akademien) och Les drames de la conscience (1866). 
Mycket populärt, även i utlandet, blev hans biografiska arbete Les enfants célèbres (1838; Historiska minnesteckningar ...; Namnkunniga barn ...). I medarbetarskap med Scribe och andra skrev Masson även en mängd vådeviller samt åtskilliga melodramer, bland annat Les mystères du carnaval (1847; ”Valentine de Saint Vallier”, samma år), Les orphelins du pont Notre-Dame (1849; ”Hittebarnen”, samma år) och Les fils ainés de la république (1873).